# Clarkson (Kentucky)
Clarkson è un comune degli Stati Uniti d'America, situato nello Stato del Kentucky, nella contea di Grayson.